# Пьяных, Глеб Валентинович
Гле́б Валенти́нович Пьяны́х (род. 15 апреля 1968, Москва) — российский журналист, телеведущий, видеоблогер, предприниматель в сфере строительства.
Наиболее известен как ведущий «Программы Максимум» на НТВ (2005—2012). В 2018 году покинул НТВ. В настоящее время развивает собственный YouTube-канал о строительстве загородных домов и на общественно-политические темы.

## Биография

### Ранние годы
В 1985 году поступил на физический факультет МГУ, но через год ушёл в армию. По возвращении перевёлся с физфака на факультет журналистики и окончил его в 1992 году.

### Карьера
Работал корреспондентом в газетах «Собеседник» и «Московские новости», дослужился до начальника отдела преступности, заместителя главного редактора и корреспондента в газете «Коммерсантъ» (1991—2001). Последняя статья Пьяных в «Коммерсанте» была опубликована 20 июня 2001 года и была посвящена медиамагнату Владимиру Гусинскому. Во время работы в «Коммерсанте», освещая дело НТВ, критиковал телекомпанию и её руководителя Евгения Киселёва; схожую точку зрения также высказал в 2018 году в фильме Владимира Чернышёва «НТВ. 25+». Также работал в еженедельнике «Столица» и в русском издании французского еженедельника «Paris Match».
Телевизионную карьеру начал на Третьем канале — в 2001 году стал автором и ведущим трёх программ: еженедельной — «Итоги недели», ежедневной аналитической — «Главная тема», а также экономической — «Цена вопроса».
В августе 2003 года перешёл на телеканале «Россия» по приглашению руководителя ночной информационной программы «Вести+» Владимира Карташкова. С августа 2003 до июля 2004 года работал ведущим этой программы. В июле 2004 года участвовал в телевизионной игре «Форт Боярд» на том же телеканале.
Весной 2005 года перешёл на НТВ.
С апреля 2005 до декабря 2012 года — автор и ведущий «Программы Максимум».
Вследствие специфической интонации голоса и артикуляции Глеб Пьяных стал объектом пародий нескольких российских юмористических шоу, таких, например, как «Большая разница», в котором ведущего пародировали актёры труппы Александр Олешко, Александр Лобанов и Иван Чуваткин. Пародии на Глеба Пьяных были своеобразной визитной карточкой Таира Мамедова — резидента «Comedy Club». Персонаж Глеба Пьяных использован и в анимированном мультипликационном шоу-пародии «Мульт личности», где был озвучен актёром и пародистом Данилом Щеблановым.
С октября 2008 по декабрь 2012 года, одновременно с «Программой максимум», — ведущий программы «о любимом, добром, вечном» под названием «И снова здравствуйте!». В 2013 году являлся автором документального цикла под общим названием «Проект Глеба Пьяных».
С сентября по декабрь 2013 года — ведущий реалити-шоу «Остров». Во время съёмок у Пьяных произошёл конфликт с российским рэпером Ромой Жиганом.
Был ведущим экономического блока в информационных программах НТВ «Анатомия дня» (с 1 сентября 2014 по 30 декабря 2015 года) и «Итоги дня» (с 25 января по 26 апреля 2016 года).
С 11 марта по 27 мая 2017 года — ведущий кулинарного шоу «Битва шефов».
Глеб Пьяных в качестве автора и ведущего принимал участие в создании следующих документальных фильмов: «Пуля-дура» (2012) — фильм к 50-й годовщине расстрела мирной демонстрации в Новочеркасске; «НТВ-видение. Кто шагает по Москве?» (2016) — о новых масштабных преобразованиях в Москве, был показан 10 сентября 2016 года, в день города Москвы; «НТВ-видение. Сколько стоит ваше счастье?» (2017) — о двух богатых семьях, живущих на Рублёвке и строящих своё счастье с помощью большого количества денег.
В 2018 году уволился с НТВ.
В марте 2018 года запустил собственный канал на YouTube под названием «Дом за год», где рассказывает о строительстве загородных домов, делает выпуски на общественно-политические темы, размещает свои журналистские расследования. На май 2022 года канал имеет более 580 тыс. подписчиков и более 110 млн просмотров.
13 мая 2021 года Пьяных вступил в партию «Справедливая Россия — За правду», намереваясь баллотироваться в Государственную думу по Красногорскому округу № 120. На выборах, прошедших 19 сентября, занял второе место с 11,14 % голосов, уступив Сергею Колунову от «Единой России».
Осудил вторжение России в Украину и в марте 2022 года эмигрировал вместе с семьёй в Стамбул.
23 декабря 2022 года Минюст России внёс Пьяных в список СМИ — «иностранных агентов».

### Личная жизнь
В свободное от работы время выпиливает электролобзиком.
- Первая жена — Наталья Шерстенникова, дочь фотографа журнала «Огонёк»[42].
  - От первого брака трое детей: Иван, Степан, Татьяна.
- Вторая жена (с 2013 года) — Элла Бойко, корреспондент телевизионной программы «Новые русские сенсации», в прошлом — телепередачи «Программа максимум». Начали отношения в 2011 году[43]
  - От второго брака двое детей: Егор и Ульяна.

С 2014 года по 2022 год проживал в коттеджном посёлке «Аисты» по Новорижскому шоссе вблизи д. Лужки.
С марта 2022 года проживает с семьёй в Стамбуле.